# Parque Nacional Natural Cordillera de Los Pichachos
Parque Nacional Natural Cordillera de Los Pichachos är en nationalpark i Colombia. Den ligger i den centrala delen av landet, 200 km söder om huvudstaden Bogotá. Parque Nacional Natural Cordillera de Los Pichachos ligger 2 687 meter över havet.